# Anthony van Hoboken (musicoloog)
Anthony van Hoboken (Rotterdam, 23 maart 1887 - Zürich, 1 november 1983) was een Nederlands musicoloog.
Zijn achternaam verraadt geen Belgische afkomst, zoals dikwijls wordt gedacht. Hij werd geboren te Rotterdam als zoon van koopman Jacobus van Hoboken uit het redersgeslacht Van Hoboken dat toen al generaties lang daar woonde en werkte, en Maria Johanna de Monchy. Op 7 december 1922 trouwde Van Hoboken met de toneelspeelster Annemarie Seidel, waarvan hij later scheidde; zij kregen geen kinderen. In 1933 huwde hij schrijfster Eva Hommel (pseudoniem Eva Boy, maar bekend als Eva van Hoboken). In 1937 kwam Anthony junior ter wereld. Man en vrouw werden begraven op Friedhof Witikon.
Hij kreeg na een voltooide HBS-opleiding een opleiding tot ingenieur aan de Technische Hogeschool te Delft (1906-1909). Zijn interesse ging echter uit naar muziek, waartoe hij lessen kreeg in piano en compositieleer van Anton Verheij. Hij verdiepte zich verder in de muziek door in 1909 te gaan studeren aan het Dr. Hoch's Konservatorium in Frankfurt am Main bij Bernhard Sekles (harmonieleer) en Iwan Knorr (compositieleer). Hij vestigde zich in 1919 in München alwaar hij zich in kunstkringen bevond met kennissen als Georg Schimf, Heinrich Maria Davringhauseen, Rudolf Levey en Oskar Maria Graf; hij leidde er een enigszins bohemienachtig leven. Onder invloed van componist Otto Vrieslander begon hij aan een verzameling eerste en vroege drukken van werken geschreven door en muziektheoretische boeken over het leven van componisten van Johann Sebastian Bach tot Johannes Brahms. Het zou uitgroeien tot een collectie van toen rond de 8000 stukken. Speciale aandacht ging uit naar de werken van Joseph Haydn, waarvan hij er uiteindelijk ongeveer 1000 in zijn bezit zou krijgen.
Na zijn eerste huwelijk volgde er een wereldreis, waarna het echtpaar zich in Wenen vestigde. In die stad begon hij in 1927 aan het Archivs für Photogramme musikalischer Meister-Handschriften (ook wel Photogrammarchiv of Meisterarchiv). Hij bleef doorgaan met vastleggen; in 1934 bevatte de collectie 30.000 pagina’s. De Tweede Wereldoorlog zorgde ervoor dat de belangstelling voor dat archief groter werd, want er gingen door vervolging en bombardementen veel originele stukken verloren. Na de Anschluss tijdens het Naziregime vertrok het gezin in 1938 naar Zwitserland, waar het eerst nog even woonde in de woning van de dirigent Wilhelm Furtwängler voordat het zich definitief vestigde in Zürich. In 1957 schonk Van Hoboken de verzameling aan de Nationale Bibliotheek van Oostenrijk gevestigd in Wenen.
Van Hoboken werd bekend vanwege zijn J. Haydn, Thematisch-bibliographisches Werkverzeichnis, kortweg Hoboken-Verzeichnis. Deel 1 werd gepubliceerd in 1957, deel 2 in 1971 en deel 3 in 1978. Het is de vanaf 1927 gestarte catalogus waarin alle composities van Joseph Haydn gerubriceerd en genummerd werden met een "Hobokennummer" (afgekort als "Hob" of "H"). Het nummer bestaat uit een Romeins cijfer voor genre (bijv. I voor symfonie) en een Arabisch cijfer voor het volgnummer.
Hij ontving gedurende zijn leven tal van onderscheidingen en benoemingen. Zo was hij erelid van diverse verenigingen op muziekgebied, zoals de Bachvereniging in München. Hij ontving in 1932 het Ehrenzeichen für Verdienste um die Republik Österreich. Van Hoboken ontving eredoctoraten van de Universiteit van Kiel (1957), Universiteit van Utrecht (1958) en Universiteit van Mainz (1959). In 1959 werd hij benoemd tot officier in de Orde van Oranje-Nassau.